# Baluošas
Il lago Baluošas è un corso d’acqua situato nella Lituania orientale, nel distretto di Ignalina, nel Parco nazionale dell'Aukštaitija, a circa 8,5 km a nord-ovest di Ignalina.

## Descrizione
Il lago è di origine glaciale. Il bacino del lago è costituito da due tronconi paralleli, separati a livello subacqueo. La costa è assai tortuosa: il nord è prevalentemente sabbioso, basso, mentre in altre parti è perlopiù ghiaioso. Le rive sono quasi tutte circondate dalla foresta di Ažvinčių-Minčios.
La lunghezza da nord-ovest a sud-est è di 4,85 km e la larghezza 1,34 km. La costa è lunga 15,05 km (19,4 se si contano anche le isole). Ci sono 8 isole boscose nel lago: Ilgasalė (6,12 ha), Liepų (4,13 ha), Degėsių (1,47 ha), una senza nome (0,28 ha) e le altre tutte più piccole di 0,20 ettari. Su una delle loro isole, Ilgasalė, c'è un altro piccolo lago, collegato al Baluošas da uno stretto. A nord scorre il fiume Būka dal lago Utenykštis, poco più a sud vi è il lago Baluošykštis (bacino del fiume Žeimena).
I pesci che vivono nel lago sono il luccio, l’abramide comune, il gardon, il persico reale, il coregone bianco e l’alburno. Sulla costa settentrionale ha sede il confine amministrativo con il distretto di Utena.
Il nome del lago Baluošas deriva dalla parola balas (baltas in lituano moderno, “bianco”) o dalla parola bala ("luogo paludoso, brughiera").